# Hacienda de Santa María del Rosario
La hacienda Santa María del Rosario está ubicada en el municipio de Ramos Arizpe, Coahuila; al norte del parque industrial Santa María, a 24 kilómetros de Saltillo y a 10 kilómetros del centro de la ciudad de Ramos Arizpe. Fue una hacienda muy importante para la historia mexicana ya que era un lugar de paso para todas las personas que viajaban del centro al norte del país del siglo XVIII y XIX.
Las primeras referencias documentales sobre la hacienda de Santa María datan de mediados del siglo XVII. Está construida de piedra, lodo, vigas, morillos de madera, carrizos, sillar, cal y otros materiales de la región. En este siglo, el municipio de Ramos Arizpe llevaba el nombre de valle de San Nicolás de la Capellanía y la hacienda de Santa María el de hacienda de San Diego. La hacienda se encontraba en la parte más baja del valle permitiendo que sus terrenos fueran fértiles para el sembradío de maíz y trigo -contaba con uno de los molinos más grandes de la región-, así como para la ganadería y el abastecimiento de forraje para los caballos.
La hacienda fue fundada en 1674 durante la incursión militar de conquista de la región de Coahuila, liderada por el capitán Francisco de Elizondo, la cual fue relatada por el misionero franciscano Fray Juan Larios. Los habitantes de la región, los coahuiltecos, fueron expulsados de sus tierras tanto por los conquistadores desde el sur como por los ataques de los apache desde el norte.
En el siglo XVIII, siglo en el cual se construyó la capilla de Nuestra Señora del Rosario, la hacienda era conocida como Santa María de las Charcas -o de los Charcos- y contaba con trabajadores que pertenecían a distintas castas; entre las que destacan un indio borrado, un negro, un coyote y un indio apache. 
A finales del siglo XVIII y principios del siglo XIX, la Hacienda se convirtió en un sitio muy importante ya que estaba ubicada junto al Camino Real y albergaba a familias muy distinguidas; contaba con trojes, molinos, represas, sistemas de irrigación, casas de los trabajadores y mucho terreno.  El 17 de marzo de 1811 el padre de la patria, Miguel Hidalgo y Costilla, se albergó en la hacienda de Santa María, en la parte denominada como Casa Grande.
Actualmente la hacienda se encuentra dividida entre varios propietarios y ubicada en un ejido que no supera los 200 habitantes.

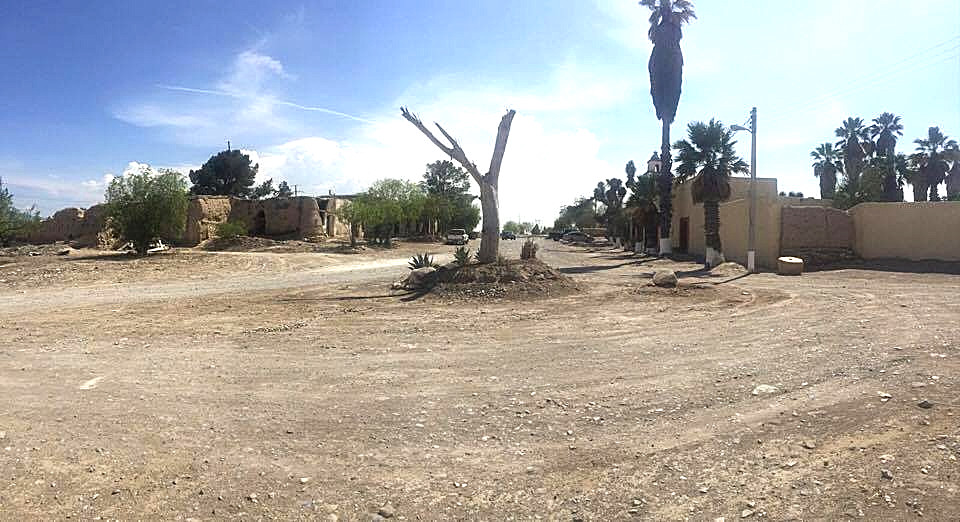
Ejido que pertenece al municipio de Ramos Arizpe donde está ubicada la Hacienda de Santa María del Rosario

## Capilla Nuestra Señora del Rosario

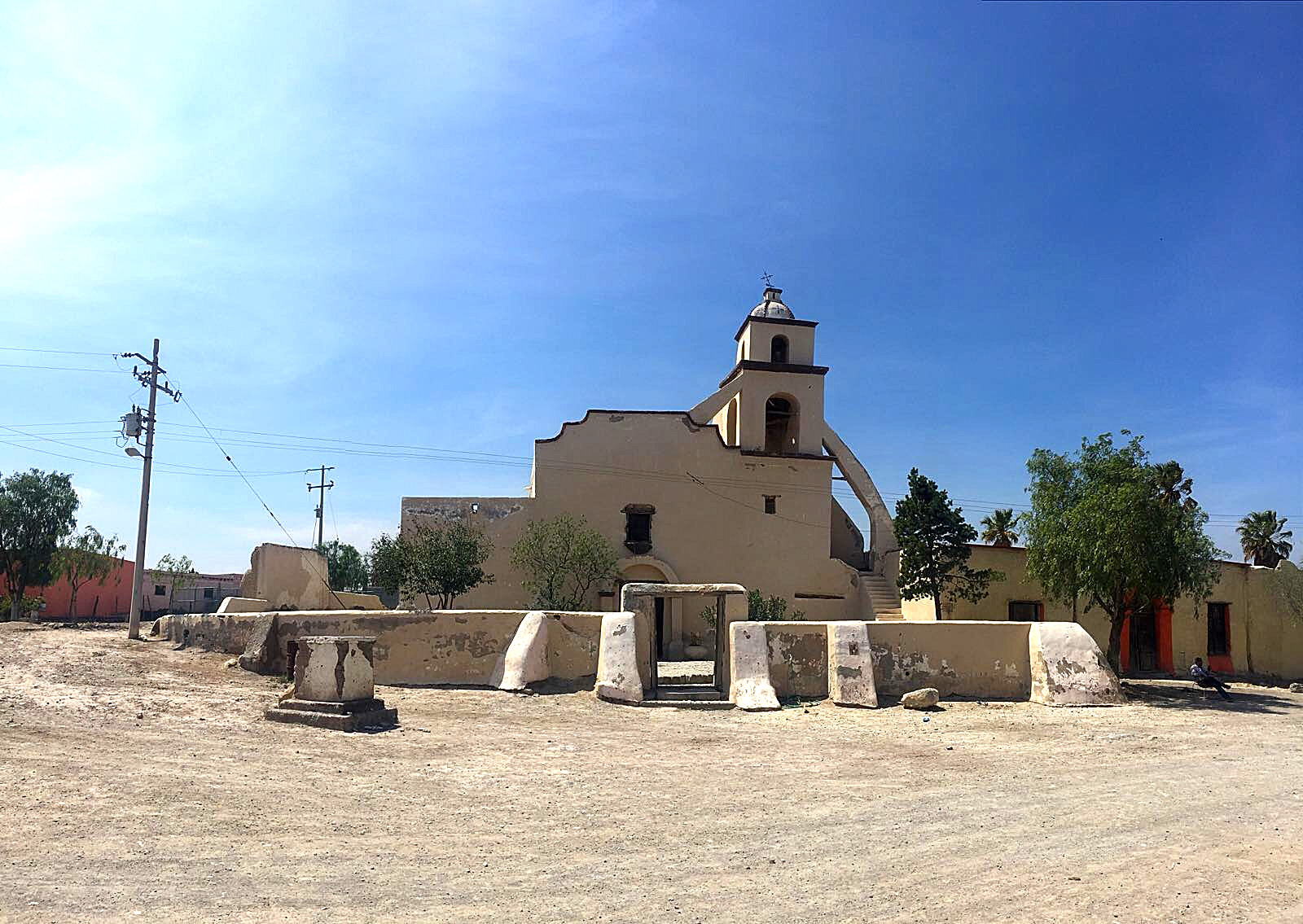
Fachada de la capilla de Nuestra Señora del Rosario

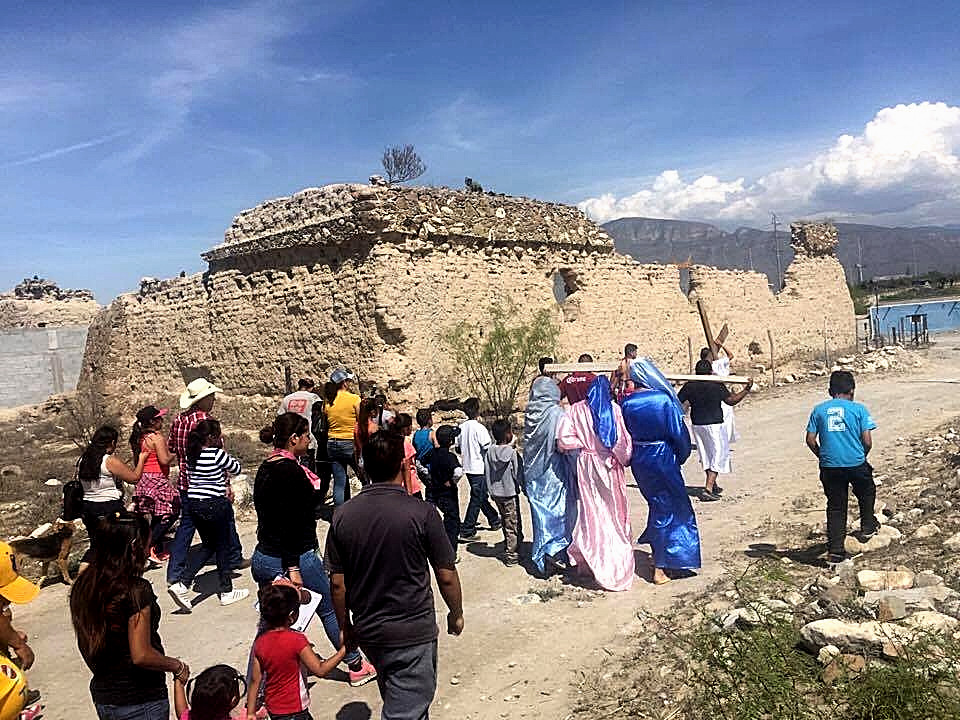
Conmemoración del Vía Crucis en la Hacienda de Santa María en Semana Santa

La capilla de Nuestra Señora del Rosario, que forma parte de la hacienda de Santa María, fue construida en el año de 1721 por el capitán Matías de Aguirre y su esposa Ana María de Almandos. En una de las vigas dentro de la capilla puede leerse una inscripción que da testimonio de la terminación de la construcción: “Se acabó esta capilla el año de 1721 ...”
La iglesia abre sus puertas, únicamente, el primer domingo de Octubre, día en el que se celebra a la Virgen del Rosario, y en semana santa, seguido del vía crucis realizado por habitantes de la región.
Dentro de esta iglesia, se conserva la placa otorgada por el estado de Coahuila, que indica que en esta capilla el padre de la patria mexicana ofició su última misa. El que Hidalgo ofició en esta capilla realmente no está comprobado, cuando los insurgentes pernoctaron en la hacienda los acompañaban varios sacerdotes además de Hidalgo e, inclusive la capilla tenía un capellán encargado. No existe ningún documento con el que se pueda comprobar que Hidalgo ofició y mas bien esto parece ser una leyenda.
Actualmente, la capilla de la hacienda Santa María es reconocida por pertenecer a la Ruta de Hidalgo. Dentro de ella se encontraban grandes obras de arte pero estas permanecen en el templo saltillense Juan Nepomuceno.

## Importancia Histórica

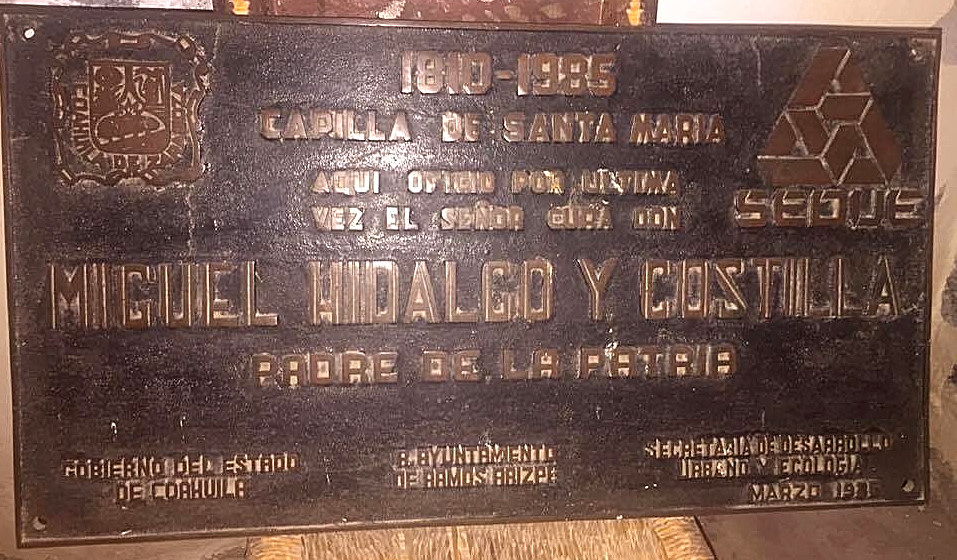
Placa colocada por el gobierno del estado de Coahuila

Durante el siglo XVIII, hasta el siglo XX, fue un lugar de paso para todas las personas que viajaban del centro al norte del país. Esto debido a que la hacienda de Santa María se encontraba junto al Camino Real; camino que partía de Saltillo hasta San Antonio de Béjar, Texas (principal vía de comunicación que unía a las principales villas de Coahuila con las misiones franciscanas del Río Bravo y San Antonio de Béjar)
El 17 de marzo de 1811, los caudillos insurgentes, encabezados por Miguel Hidalgo y Costilla, se alojaron en la hacienda Santa María antes de ser capturados el 21 de marzo en Acatita de Baján, Coahuila. 
Se dice que aquí fue donde el cura otorgó su última misa antes de ser atrapado pero este hecho aún no está confirmado. El gobierno del Estado colocó una placa, en 1985, que se conserva dentro de la capilla de la hacienda, que dice: “Aquí ofició por última vez el señor cura Don Miguel Hidalgo y Costilla, padre de la patria”.

## Propietarios

### Siglo XVII
Durante este siglo, la hacienda de San Diego pasó a manos de Bartolomé de Herrero pero fue puesta en remate público y adquirida por Juan Morales, quien al poco tiempo la traspasó al licenciado Juan Martínez de Salazar. Posteriormente, la hacienda salió nuevamente a subasta pública después de que Lorenzo de Llerena y Agundis, cura de la ciudad de Saltillo, fuera propietario.

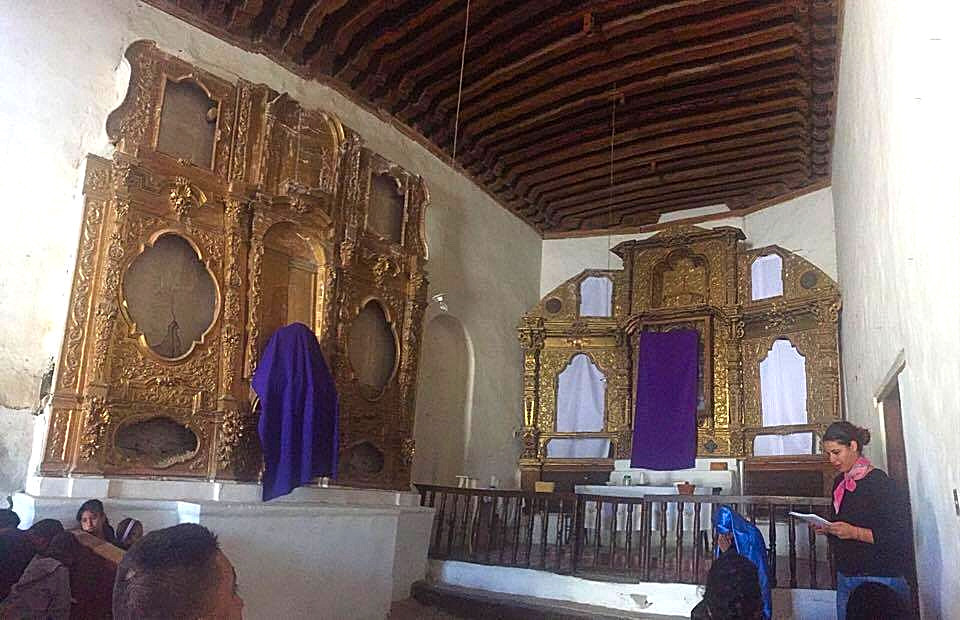
Interior de la Capilla de Nuestra Señora del Rosario

### Siglo XVIII
En el año de 1707, siendo propietario el capitán Juan de Tamés, la hacienda tenía diez sitios de ganado menor, dos de ganado mayor y diez caballerías. Después, el capitán vendió la propiedad al Bachiller Nicolás Guajardo, quien a su vez, vendió los terrenos al General Matías de Aguirre, gobernador político y militar de la provincia de San Francisco de Coahuila. 
En 1721, a manos del general Aguirre, se construyó la capilla de Nuestra Señora del Rosario, la cual aún se conserva.
En 1776 la hacienda fue adquirida en subasta pública por Mauricio Alcocer, originario de la región, por 25 mil pesos; Alcocer era el dueño de la hacienda cuando, en 1811, el padre de la patria se alojó en la hacienda. 
Desde finales del siglo XIX, hasta la actualidad, la hacienda está fraccionada y pertenece a distintos propietario.

## Ubicación
- Coordenadas Geográficas: Latitud: 25.605476. Longitud: -100.907310
- A dos kilómetros del cruce de la Carretera 57 (Castaños - Saltillo) y Autopista 40D (Saltillo - Monterrey Cuota)
- A 24 kilómetros de Saltillo, Coahuila
- A 10 km del centro de la ciudad de Ramos Arizpe, Coahuila.